# Lethe hige
Lethe hige är en fjärilsart som beskrevs av Fujioka 1970. Lethe hige ingår i släktet Lethe och familjen praktfjärilar. Inga underarter finns listade i Catalogue of Life.